# Daphnusa sinocontinentalis
Daphnusa sinocontinentalis là một loài bướm đêm thuộc họ Sphingidae. Nó được tìm thấy ở south-Đông Á, bao gồm Thái Lan.